# Aperileptus
Aperileptus is een geslacht van insecten uit de orde vliesvleugeligen (Hymenoptera) en de familie Ichneumonidae.

## Soorten
- A. albipalpus (Gravenhorst, 1829)
- A. flavus Forster, 1871
- A. impurus Forster, 1871
- A. infuscatus Forster, 1871
- A. lineatocollis Hellen, 1949
- A. melanopsis Forster, 1871
- A. microspilus Forster, 1871
- A. plagiatus Forster, 1871
- A. rossemi Jussila, 1994
- A. tricinctus Forster, 1871
- A. vanus Forster, 1871
- A. viduatus Forster, 1871